# 郡長正
郡 長正（こおり ながまさ、安政3年（1856年） - 明治4年5月1日（1871年6月6日））は、江戸時代末期（幕末）の会津藩の家老・萱野長修の次男。

## 生涯
父の萱野長修が会津戦争の全責任を負って自刃した為に家名断絶となり、長男は萱野家を家督相続するが次男以下は郡へ改姓した。三男の寛四郎及び会津藩士の柴太一郎の証言によれば郡は先祖の姓であり、会津萱野家初代の長則の母親が郡家出身。母方の姓との説は「初代長則の」が欠落して伝承されたもので、会津藩士に郡家は存在せず、長正の母親は一ノ瀬家出身。
文武両道に秀で、他の会津藩（当時は斗南藩）の子弟7名と明治3年（1870年）に豊津藩校育徳館に留学した。翌年の明治4年（1871年）5月1日に自刃したが原因は不明であり、食糧事情を母親に報ぜんとした手紙或いは母親からの返事が拾得されたとの説があるが、後世の挟間祐行の創作である。
墓所は甲塚墓地（福岡県みやこ町豊津）ならびに父の眠る会津若松市の天寧寺。命日は豊津の墓には五月朔日と刻まれており、それが遺族に伝えられた段階で5月18日になっている。
残る写真は明治3年（1871年）に横浜のフェリーチェ・ベアトの写真館にて撮影したコロジオン湿板写真であり、硝子原版は現存。